# Đặng Hữu Phúc

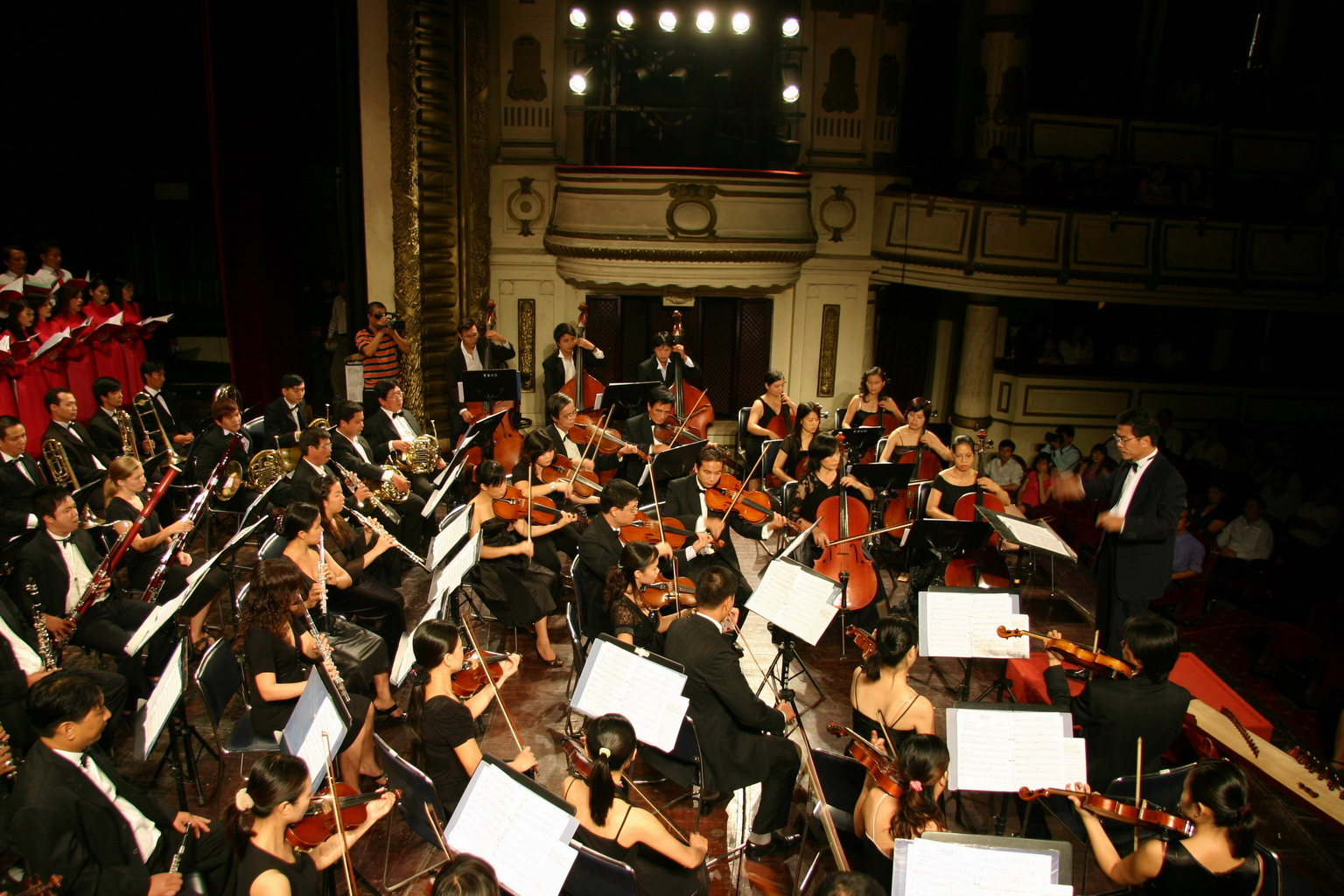
Đặng Hữu Phúc dirigir a Orquestra Sinfónica de Hanói durante os shows em 2009, "Hồn thiêng sông núi" "Alma de rios e montanhas"

Đặng Hữu Phúc (Phú Thọ, 4.6.1953) é um pianista e compositor vietnamita. Graduou-se no Conservatório de Hanói. Ele é conhecido por suas obras corais, músicas e trilhas sonoras. Ganhou o "Melhor Música" em 2005 no Festival de Cinema Internacional de Xangai por seu trabalho no filme Le Temps révolu (Thời xa vắng) de Hồ Quang Minh, baseado no romance do mesmo nome de Lê Lựu.

## Composições

### Trilhas sonoras
- Le Temps révolu (Thời xa vắng)
- Mùa ổi - La Saison des goyaves "temporada de goiaba"
- Người đàn bà nghịch cát "Mulher contra a areia"
- Tướng về hưu (vi) - "Aposentado geral"

### Composições corais
- canto coral  “Đất nước” ("Pátria") 2009[3]

## Discografia
- Đặng Hữu Phúc Phác Thảo Mùa Thu (Vol 1.) CD[4]